# Daheng
Daheng är en köping i sydöstra Kina. Den ligger i stadsdistriktet Yanping i staden Nanping i provinsen Fujian, omkring 130 kilometer nordväst om provinshuvudstaden Fuzhou. Antalet invånare är 14 357. Befolkningen består av 6 891 kvinnor och 7 466 män. Barn under 15 år utgör 17,0 %, vuxna 15-64 år 72 %, och äldre över 65 år 9,0 %.